# 8e dynastie van Egypte
De 8e dynastie (ca. 2216-2134 v.Chr.) van het oude Egypte wordt vaak gecombineerd met de 7e Dynastie, wat in feite een versimpeling is, omdat de koningen in deze periode elkaar snel opvolgden en exacte regeringsdata onbekend zijn. De koningen van die tijd worden in twee bronnen genoemd, namelijk in de Turijnse Papyrus en in de Koningslijst van Abydos. 

## Farao's
Omdat er vrij weinig bewaard is gebleven uit deze tijd en heel veel farao's elkaar opvolgden worden onder alleen de farao's genoemd waar over iets bekend is.
- Neferkare VI
- Neferkamin II
- Ibi I
- Neferkaure
- Neferkauhor Khuiuhepu
- Neferirkare II

## Galerij

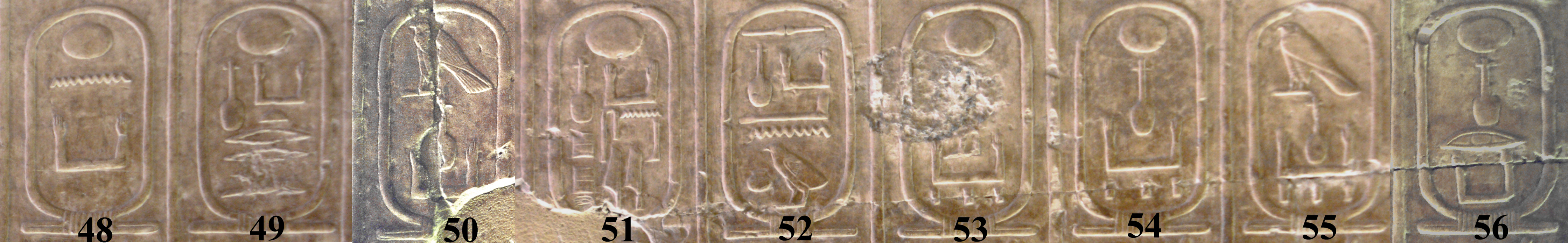

- 51=Neferkare Pepiseneb, 52=Neferkamin Anu, 53=onleesbaar, 54=Neferkaure, 55=Neferkauhor en 56=Neferirkare